# Dwór w Przybyszowie

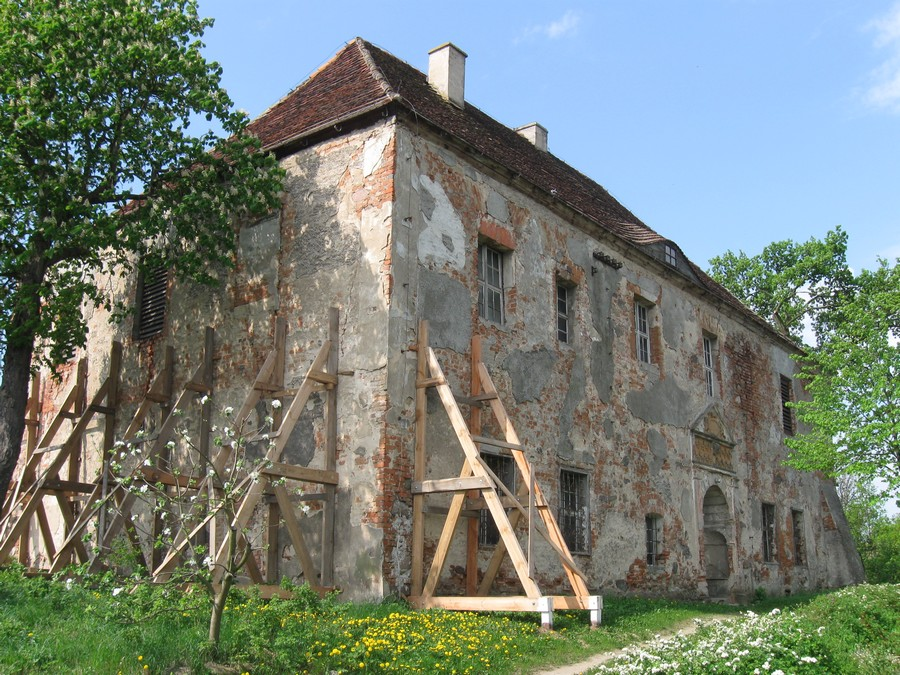

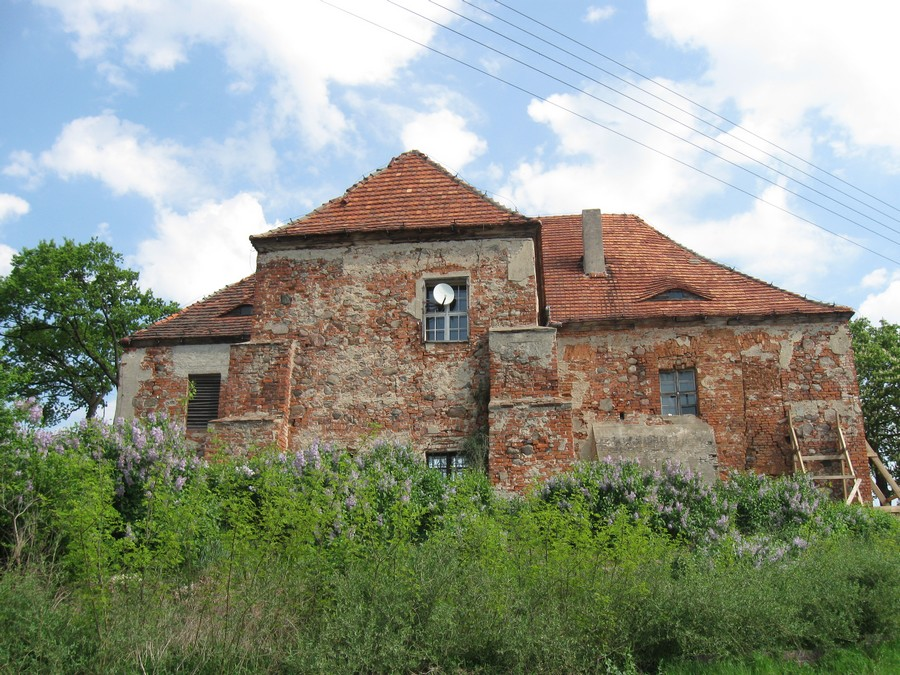
Dwór od ogrodu

Dwór w Przybyszowie – zabytkowy dwór w Przybyszowie, w powiecie wschowskim, w województwie lubuskim. Dwukondygnacyjny, częściowo podpiwniczony, nakrywy wysokim, czterospadowym dachem.

## Opis
Dwór znajduje się w północnej części wsi nieopodal kościoła filialnego. Wieś należała do książąt śląskich z linii głogowskiej, potem do Melchiora II von Rechenberga z Borowa Polskiego, cesarza Ferdynanda III Habsburga, a następnie do 1884 do rodu Barwitzów.
Po zakończeniu II wojny światowej administrowany przez Państwowe Gospodarstwo Rolne "Zbiersko", nie był remontowały, przez co do dzisiaj pozostaje zaniedbany. Od 1990 własność prywatna, pełni funkcje mieszkalne.
Fasada stylowo należy do rzeźby nurtu manierystycznego w wydaniu północnym. Czoło arkady boniowane.
Wnętrze o układzie trójdzielnym dwutraktowym z sienią na przestrzał. W północnej części mieści się klatka schodowa. Pomieszczenia piwnic przekryte sklepieniami kolebkowymi. W pomieszczeniach parteru występują sklepienia krzyżowe i stropy z podsufitką.
W sierpniu 2012 runęło jedno ze skrzydeł budynku, nikt nie ucierpiał.